# 棠下镇
棠下鎮是中国廣東省江門市蓬江區轄下的三個鎮之一，總面積131平方公里，人口6.2萬。乃是濱江新區(江門市)核心地帶。鎮內小蓬萊山天成寺，又名公坑寺，是知名的旅遊景點。棠下在2002年以前屬新會管轄，所以小蓬萊山的公坑禾雀，過去是著名的新會八景之一。

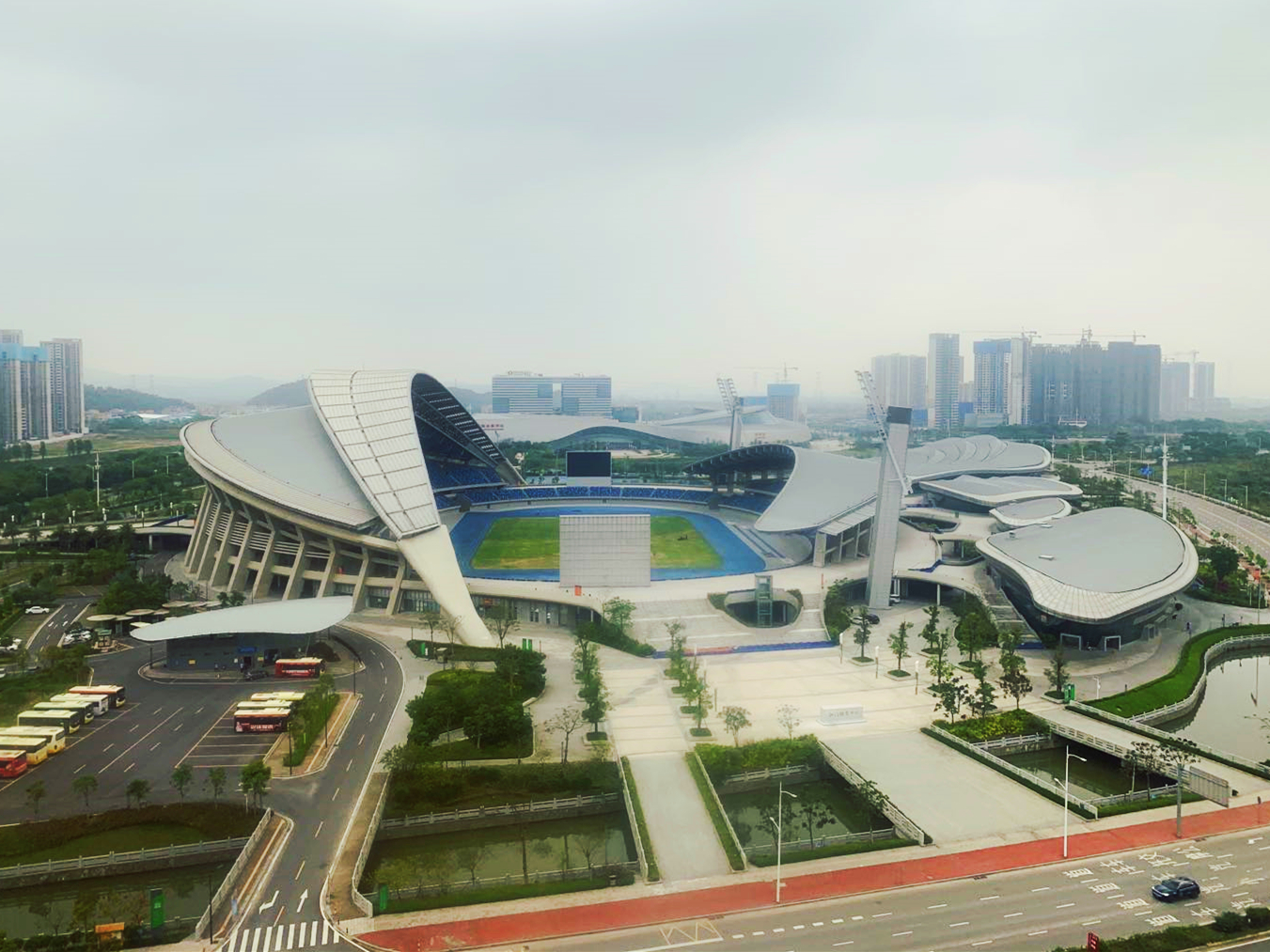
江门市棠下滨江体育中心

## 地理
棠下在蓬江區北部，素有江門的北大門之稱，西江從南海區至此流入。东与荷塘鎮、潮連島及佛山市顺德區隔江相望，南与環市街道和杜阮鎮毗邻，西与鹤山市接壤，北与南海區隔江相望。镇西北、西南部属丘陵山区，有大雁山、圭峰山。地势南北高、中间低，自西北向东倾斜。东部属河流冲积小平原。南沙港铁路途經此地。

## 歷史
南宋咸淳年间，南雄珠玑巷人甘棠下到此开設茶寮，後來此地日漸興旺成為墟市，故名棠下。
清朝属新會縣中乐都，民國時属第三区。1955年改名為棠下区，1958年10月后，为棠下公社，1984年恢復棠下区，1987年建鎮，2002年9月併入蓬江區至今。
2004年，首次聘请外国公司为滨江新区进行城市规划。
2005年1月10日，"江门第一工程"的滨江大道全线开工建設。
2006年，党代会确立用20年建成"宜居、宜业、宜游"的滨水园林新城区，这标志着滨江新区正式起航。
2007年5月，滨江大道全线通车，全长25．9公里。起于鹤山市佛开高速公路雁山出入口附近，终点位于市潮连大桥，与市区主干线道路相连。
2008年6月，滨江新区启动区征地展开，分两期进行。
2009年8月，滨江新区启动区举行开工典礼，新区建设全面启动。
2010年，滨江新区CBD开发建设已完成13项基础设施建设全面启动。
2017年3月，濱江體育中心項目的会展中心正式投入使用。
2021年，南沙港鐵路和在建的珠肇高速鐵路在江门市蓬江区棠下镇设立滨江新區站/棠下站。
2021年12月31日，南沙港铁路途经镇內。2022年2月8日，棠下站基本完成。为小型客货共线铁路2台4线。最高可600人。

## 行政区划
下辖1社區23村
- 社區：棠下社區/新昌社區
- 村：桐井村、莲塘村、迳口村、罗江村、乐溪村、三堡村、中心村、良溪村、沙富村、弓田村、石滘村、周郡村、大林村、仁厚村、横江村、虎岭村、三和村、五洞村、天乡村、河山村、北达村、石头村

## 交通

### 高速公路
- 珠三角環線高速
- 廣中江高速
- 沈海高速
- 銀洲湖高速

### 鐵路軌道
- 南沙港铁路棠下站

## 經濟
- 广东海信電子有限公司
- 康师傅-江门顶津食品有限公司